# Jürgen Draeger
Jürgen Draeger, né le 2 août 1940 à Berlin-Kreuzberg et mort le 4 décembre 2020[réf. nécessaire], est un peintre et acteur allemand.

## Biographie
Au cours de la destruction de la capitale par la Seconde Guerre mondiale, il est séparé de ses parents. La famille est réunie après la guerre par la Croix-Rouge. Pour dessiner, il sert de la craie et du charbon, deux matériaux présents dans ses œuvres. Après sa sortie de captivité soviétique et la naissance de sa sœur Gerlinde, son père Julius meurt en 1950 des suites de ses blessures de guerre. Ses premiers dessins sont publiés dans les journaux à 13 ans. Il obtient le droit de rentrer à 15 ans à l'université des arts de Berlin. En 1960, il expose sa première œuvre à la grande exposition d'art de Berlin. Elle est achetée par le poète Bruno Balz qui devient son ami.
Cependant Draeger gagne sa vie comme ouvrier, assistant du photographe Herbert Tobias et prend des cours de comédie auprès de Marlise Ludwig. Sa première scène est le Schillertheater. Grâce à un premier rôle dans le film Polizeirevier Davidswache, il représente une nouvelle génération d'acteurs.
Federico Fellini l'engage comme dessinateur de décors et de costumes pour Fellini Roma. En 1975, Draeger étudie à l'académie d'été d'Oskar Kokoschka. À la demande du magazine Stern, il photographie Marc Chagall. Il fait également des photographies de portrait pour Die Zeit. Pour Hamburger Abendblatt, il prend des images de la dernière tournée de Hildegard Knef.
Dans les années 1970, il vit de son œuvre, essentiellement à Munich. Il fait la connaissance de l'actrice Helga Anders qui meurt en mars 1986, peu avant leur mariage qu'ils avaient prévu. En mars 1988, son compagnon Bruno Balz puis sa mère meurent.

## Filmographie
Cinéma
- 1962 : Barras heute
- 1963 : Mabuse attaque Scotland Yard
- 1964 : Polizeirevier Davidswache (de)
- 1966 : 4 Schlüssel
- 1966 : Les Dieux sauvages
- 1967 : Les Diamants d'Anvers
- 1967 : Les Violences de la nuit
- 1967 : Jet Generation
- 1967 : Zuckerbrot und Peitsche
- 1968 : L'Extraordinaire évasion
- 1968 : L'Astragale
- 1968 : Spielst Du mit schrägen Vögeln
- 1970 : Komm nach Wien, ich zeig dir was!
- 1970 : Liebling, sei nicht albern
- 1976 : Anita Drögemöller und die Ruhe an der Ruhr (de)
- 1979 : La Troisième génération
- 1981 : Lili Marleen
- 1984 : Die Story
- 1985 : Alpha City

Téléfilms
- 1966 : Abschied
- 1967 : Selbstbedienung
- 1967 : Les Sables volants
- 1973 : Vier Fenster zum Garten
- 1974 : Zwangspause
- 1981 : Le Roi et son fou
- 1990 : Der neue Mann

Séries télévisées
- 1964 : Hafenpolizei – St. Pauli ohne Maske
- 1964 : Das Kriminalmuseum – Gesucht: Reisebegleiter
- 1965 : Stahlnetz – Nacht zum Ostersonntag (de)
- 1968 : Das Kriminalmuseum – Die Reifenspur
- 1969 : Stewardessen (un épisode)
- 1976 : Hungária kávéház : Nök apróban
- 1976: Derrick - Schok (Choc)
- 1979 : Tatort: Ein Schuß zuviel
- 1980 : Schicht in Weiß
- 1980 : Berlin Alexanderplatz
- 1981 : Sternensommer (trois épisodes)
- 1983 : Kontakt bitte…
- 1987 : Detektivbüro Roth (un épisode)
- 1989 : Rivalen der Rennbahn (trois épisodes)
- 1995 : Contre Vents et Marées (un épisode)

## Source de la traduction
- (de) Cet article est partiellement ou en totalité issu de l’article de Wikipédia en allemand intitulé « Jürgen Draeger » (voir la liste des auteurs).